# 模拟儿童色情
模擬儿童色情（Simulated Child Pornography）是儿童色情的一种，指的是那种描绘未成年人内容却没有儿童直接参与制作过程的色情作品。

## 类型
模擬儿童色情的类型包括：修改真实儿童的照片、已成年的青少年装扮成更年轻的模样（异岁扮演），以及完全由电脑生成的拟真照片， 或者由成年人扮演的未成年人。 描绘涉及儿童的性行为，即便最后成品并不像是真实照片的漫画或动画作品也会被认为是模擬儿童色情作品。

### 虚拟儿童色情
在美国，《2003年保护法》对有关虚拟儿童色情的法律条文进行了重大修改。 根据美國法典第18编 § 第2252A節，任何由计算机生成的作品，如果其内容描述无法与真实儿童从事或参与性活动的描述相区分的话，那就是违法的。同时根据美國法典第18编 § 第1466A節，任何无法通过米勒测试的涉及儿童性行为的素描、漫画、雕塑或彩绘都属于非法。
在澳大利亚的维多利亚州，“描述或描绘一个未成年人处于或似乎处于性活动或其他不雅性行为”的图像是违法的。 但是美国对于虚拟儿童色情的宽限在国际上造成影响，例如法国的虚拟儿童色情内容制作者们就因为美国更宽容的言论自由环境，而将他们的“产品”转移到美国的服务器上。

### 儿童色情动漫
被称之为“萝莉控”和“正太控”的变态亚型作品是否与儿童性虐待有联系一直有诸多争议。 据报道，使用儿童色情作品与儿童性虐待的关系来禁止涉及儿童性描述的作品是一贯的做法，而不会去关注作品是否真的造成了相关的后果。

## 相关文献
- Brey, P., "Virtual Reality and Computer Simulation," in Himma and Tavani (2008), pp. 361–384.
- Duranske, B. (2008-05-23). "New Supreme Court Opinion Discusses Virtual Child Pornography Law; Linden Lab's 2007 Ban Clarified." （页面存档备份，存于） Virtually Blind.
- Duranske, B. (2007-05-09). "Second Life Child Pornography Allegations Draw International Press Attention" （页面存档备份，存于）. Virtually Blind.
- Eko, Lyombe. "Regulation of Computer-generated virtual Child Pornography under American and French Jurisprudence: One Country’s Protected 'Speech' is another’s Harmful Smut." （页面存档备份，存于） Paper presented at the annual meeting of the International Communication Association, Marriott Hotel, 圣地亚哥, 加利福尼亚州, 05-27, 2003 Online (PDF) 2009-12-04.